# Cornerstone (chanson)
Pour les articles homonymes, voir Cornerstone.
Singles de Arctic Monkeys
Crying Lightning
(2009) My Propeller
(2010)
Cornerstone est le deuxième single du groupe de rock indépendant Arctic Monkeys issu de l'album Humbug sorti le 16 novembre 2009. Comme leur précédent single "Crying Lightning", la version vinyle est vendu dans les agences Oxfam.

## Pistes
Toutes les paroles sont écrites par Alex Turner, toute la musique est composée par Arctic Monkeys.
| 1. | Cornerstone | 3:20 |
| 2. | Catapult    | 3:28 |

| 1. | Cornerstone              | 3:20 |
| 2. | Catapult                 | 3:28 |
| 3. | Sketchead                | 2:02 |
| 4. | Fright Lined Dining Room | 3:26 |

## Crédits
Arctic Monkeys
- Alex Turner - Chant & guitare rythmique
- Jamie Cook - Guitare solo
- Nick O'Malley - Guitare basse
- Matt Helders - Batterie

## Classement
Étant vendu comme un EP dans les agences Oxfam, le single est arrivé à la 94e place au Royaume-Uni et 7e au classement britannique des ventes de singles indépendants. Il est asussi rentré à la 7e place sur le classement des ventes de singles au Canada selon Soundscan. Une des faces B du single, "Sketchead", est arrivée à la 80e places des charts britanniques, soit 14 places au-dessus de la meilleure position du single "Cornerstone".
| Classement (2009)  | Meilleure position |
| ------------------ | ------------------ |
| Belgique (Flandre) | 68                 |
| Canada             | 7                  |
| France             | 42                 |
| Pologne            | 46                 |
| Royaume-Uni        | 94                 |
| Royaume-Uni (indé) | 7                  |